# Joel Brodsky
Pour les articles homonymes, voir Brodsky.
Joel Brodsky, né le 7 octobre 1939 à Brooklyn et mort le 1er mars 2007 à Stamford, est un photographe américain, célèbre pour sa photo de Jim Morrison torse nu.

## Biographie
Brodsky fait la couverture de plus de 400 albums musicaux, se spécialisant dans le rock et la soul.
On compte parmi ses réalisations des albums de Isaac Hayes, Buddy Guy et Junior Wells.
Brodsky considère la photographie davantage comme un travail que comme un art.